# Sancy-les-Cheminots
Sancy-les-Cheminots è un comune francese di 115 abitanti situato nel dipartimento dell'Aisne della regione dell'Alta Francia.

## Storia
Cheminots in francese significa "ferrovieri" ma pur non essendo servito da alcuna linea ferroviaria, questo piccolo comune di appena cento abitanti mantiene stretti legami con i ferrovieri da più di settant'anni.
Durante la prima guerra mondiale, dal 1914 al 1918, i furiosi combattimenti che ebbero luogo lungo il Chemin des Dames non risparmiarono Sancy, che il 30 ottobre 1914 cadde nelle mani dei tedeschi che trasformarono la chiesa del villaggio in un ospedale da campo. Tra i feriti c'era Lucien Busquet, figlio di un capo dell'ufficio delle ferrovie statali, che morì per le ferite riportate e fu sepolto tra le macerie.
Persa e riconquistata dall'uno poi dall'altro esercito, Sancy, al momento dell'armistizio, era uno di quei villaggi situati nella zona rossa e completamente distrutti. Paul Busquet, il padre, dopo lunghe ricerche, trovò la tomba del figlio tra le rovine in un angolo del villaggio.
Qui incontrò il sindaco Alexandre Cadot-Maître e insieme decisero di fare tutto il possibile per ricostruire Sancy dalle sue ceneri.
Venne coinvolto il presidente dell'Unione nazionale dei ferrovieri (Union Nationale des Cheminots), Louis Olivier, già sindaco del XIII arrondissement di Parigi, e venne aperta una sottoscrizione dal giornale Le Cheminot de l'État della federazione CGT. Nacque il fondo Œuvre de Sancy e con il sostegno dell'American Committee for Devastated France (ACDF) retto da Anne Murray Dike (1878-1929), il paese venne ricostruito nel 1928. Con decreto del 17 novembre 1929 venne ribattezzato Sancy-les-Cheminots.

### Simboli
Dopo la ricostruzione venne utilizzato un primo stemma di verde, alla locomotiva vista di fronte, sui suoi binari, posta su una terrazza, il tutto d'argento. Venne sostituito nel 1981 con quello attualmente in uso: d'azzurro, alla sezione di binario ferroviario di nero, cimata da una stella d'oro, accostata da due rami d'olivo d'argento, fruttati di nero, con i fusti in decusse.

## Società

### Evoluzione demografica
Abitanti censiti